# Kale (État Karen)
Pour les articles homonymes, voir Kale.
 (février 2021).
Kale (pwo de l'Est : ခၠိုင့်; ; birman : ခလယ်) est un village birman du township de Kyain Seikgyi, dans le district de Kawkareik, dans l’État Karen.